# الأركو القابضة
الأركو القابضة هي واحدة من أكبر التكتلات التجارية في تركيا. وهي مدرجة في بورصة إسطنبول. تعمل في مجموعة متنوعة من القطاعات، بما في ذلك البناء وتوليد الكهرباء وتوزيعها والسياحة والعقارات.  أسسها إسحاق ألاتون وزير جريح عام 1954. 

## روابط خارجية
- الموقع الرسمي باللغة الإنجليزية
- الاركو القابضة bloomberg.com
- سيرة إسحاق ألاتون في موقع باللغة التركية
- Hansen، Suzy (2 يناير 2009). "Eye of the storm". ذا ناشيونال. مؤرشف من الأصل في 2009-02-27. اطلع عليه بتاريخ 2009-09-13.